# Annette Hanshaw

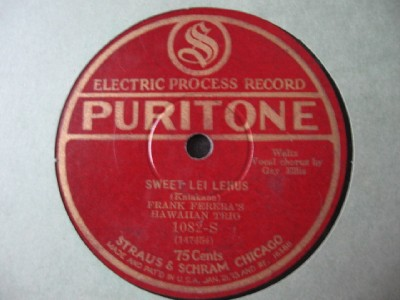

Catherine Annette Hanshaw (Manhattan, 1901. október 18. – New York, 1985. március 13.) amerikai énekesnő, a „zajos 1920-as évek” (Roaring Twenties) egyik dzsesszénekes sztárja.
A közönséggel sokáig elhitette, hogy 1910-ben született, vagyis tizenhat évesen készítette első lemezét. A lemez 1926-ban készült, majd 1934-ig folyamatosan jelentek meg felvételek az angyali hanggal. A legtöbb lemeze ugyan a saját nevén jelent meg, de egyeseknél álneveket használt, Gay Ellis néven adták ki érzelmesebb dalait, és a Dot Dare és Patsy Young neveket is használta.
A legtöbb felvétel végén gyerekhangon hozzátette: „That’s all” (ez minden).
Egy filmben szerepelt: Henry Kapitány Rádió show-ja (Paramount; 1933).
Az 1930-as évek végén visszavonult, és férjének, Herman Rose lemezproducernek szentelte életét. Később foglalkozott egy visszatérő album felvételeivel, de ezek nem jelentek meg. 1954-ben férje elhunyt. Az énekesnő később újra férjhez ment. 84 éves korában halt meg.

## Lemezei
- Sweetheart of the Twenties (Sounds of Yesteryear, 1926)
- The Girl Next Door 1927-1932 (Take Two, Kompilation)
- Annette Hanshaw, Volume 5: 1928-1929 (Sensation)
- Annette Hanshaw, Volume 6: 1929 (Sensation)
- The Personality Giwl 1932-1934 (Sunbeam, Kompilation)
- Lovable and Sweet - 25 Vintage Hits (ASV, Kompilation) Red Nichols, Miff Mole, Jimmy Lytell, Tommy Dorsey (tp), Benny Goodman (cl), Jimmy Dorsey (cl, as), Will Osborne, Victor Young és Frank Fereras Hawaiian Trio közreműködésével.[2] Sounds of Yesteryear, Kompilation)

## Érdekesség
Egyes hangfelvételeit Nina Paley felhasználta a Sita Sings the Blues c. 2008-as animációs filmjében.

## További információ
- Annette Hanshaw az Internet Movie Database-ben (angolul)